# Rusabagi (vattendrag i Muyinga)
Rusabagi är ett vattendrag i Burundi.   Det ligger i provinsen Muyinga, i den nordöstra delen av landet, 120 kilometer öster om huvudstaden Bujumbura.
Omgivningarna runt Rusabagi är en mosaik av jordbruksmark och naturlig växtlighet. Runt Rusabagi är det ganska tätbefolkat, med 214 invånare per kvadratkilometer.